# Silent Hill 2 (Original Soundtracks)
Silent Hill 2 (Original Soundtracks) – oficjalna ścieżka dźwiękowa z gry Silent Hill 2, wydana w wersji pudełkowej w Japonii oraz Europie w 2001 roku. Płyta zawiera zbiór trzydziestu utworów, w całości skomponowanych przez Akirę Yamaokę.
Na płycie przeważają melodie będące tłem dla cut scenek oraz filmów. Utworów czysto ambientowych, które można usłyszeć podczas właściwej gry, jest stosunkowo niewiele i zostały ze sobą połączone, np. Ashes and Ghost, The Darkness That Lurks in Our Minds, Silent Heaven.
Skomponowanie utworu Theme of Laura zajęło Akirze Yamaoce trzy dni.
Utwór Theme of Laura (temat główny) był wykonywany na kilku koncertach symfonicznych:
- Third Symphonic Game Music Concert w Lipsku (2005)[2]
- Koncerty PLAY! A Video Game Symphony. Akira Yamaoka wystąpił osobiście na premierze w Chicago (2006) oraz dwóch koncertach w Sztokholmie (2007), gdzie odegrał Theme of Laura na gitarze elektrycznej przy akompaniamencie orkiestry[2][3]

## Lista utworów
| Nr | Utwór                                | Czas  | Moment wystąpienia utworu w grze                                                                     |
| -- | ------------------------------------ | ----- | --- |
| 1  | Theme of Laura                       | 03:24 | Temat główny / Intro                                                                                 |
| 2  | White Noiz                           | 01:23 | Scena w toalecie (James przed lustrem)                                                               |
| 3  | Forest                               | 01:43 | Rozmowa z Angelą na cmentarzu                                                                        |
| 4  | A World of Madness                   | 01:47 | Cmentarz (po rozmowie z Angelą)                                                                      |
| 5  | Ordinary Vanity                      | 01:39 | Rozmowa z Eddiem w apartamentach                                                                     |
| 6  | Promise (Reprise)                    | 01:44 | Rozmowa z Angelą w apartamentach                                                                     |
| 7  | Ashes and Ghost                      | 03:08 | Składanka ambientów m.in. z Blue Creek Apartments, Brookhaven Hospital i Toluca Prison               |
| 8  | Null Moon                            | 02:50 | Rozmowa z Marią w parku Rosewater                                                                    |
| 9  | Heaven's Night                       | 02:04 | Klub Heaven's Night                                                                                  |
| 10 | Alone in the Town                    | 02:19 | Scena w kręgielni Pete's Bowl'O'Rama                                                                 |
| 11 | The Darkness That Lurks in Our Minds | 01:15 | Alternatywny Brookhaven Hospital                                                                     |
| 12 | Angel's Thanatos                     | 03:17 | Napisy końcowe po otrzymaniu zakończenia "In Water"                                                  |
| 13 | The Day of Night                     | 01:37 | Rozmowa z Laurą w szpitalu                                                                           |
| 14 | Block Mind                           | 01:12 | Ucieczka przed Piramidogłowym w piwnicy Brookhaven Hospital (końcówka utworu – alternatywny szpital) |
| 15 | Magdalene                            | 01:52 | Alternatywny szpital, po śmierci Marii                                                               |
| 16 | Fermata in Mistic Air                | 02:16 | James odnajduje Marię martwą w celi w labiryncie                                                     |
| 17 | Prisonic Fairytale                   | 01:54 | Po opuszczeniu toalety na początku gry – tło do listu od Mary                                        |
| 18 | Love Psalm                           | 04:26 | Napisy końcowe scenariusza "Born From A Wish"                                                        |
| 19 | Silent Heaven                        | 02:13 | Składanka ambientów ze wschodniej części South Vale i pokoju 202 w Woodside Apartments               |
| 20 | Noone Love You                       | 01:32 | Ostatnia rozmowa Marii z Ernestem (zmieniona wersja)                                                 |
| 21 | The Reverse Will                     | 03:33 | Napisy końcowe po otrzymaniu zakończenia "Rebirth"                                                   |
| 22 | Laura Plays the Piano                | 01:55 | Rozmowa z Laurą w restauracji hotelowej                                                              |
| 23 | Terror in the Depths of the Fog      | 04:31 | Końcowa scena scenariusza Born From A Wish (pełna wersja utworu)                                     |
| 24 | True                                 | 03:06 | Scena po obejrzeniu kasety wideo w pokoju 312                                                        |
| 25 | Betrayal                             | 02:30 | Starcie z dwoma Pyramid Headami w hotelu                                                             |
| 26 | Black Fairy                          | 01:12 | Hotel po obejrzeniu kasety wideo (nieco zmieniona wersja)                                            |
| 27 | Theme of Laura (Reprise)             | 01:51 | Rozmowa z Angelą na płonących schodach w hotelu                                                      |
| 28 | Overdose Delusion                    | 04:31 | Napisy końcowe po otrzymaniu zakończenia "Leave"                                                     |
| 29 | Pianissimo Epilogue                  | 01:37 | Ekran rankingu po ukończeniu gry                                                                     |
| 30 | Promise                              | 04:39 | Napisy końcowe po otrzymaniu zakończenia "Maria"                                                     |